# Aneuryphymus
Aneuryphymus is een geslacht van rechtvleugeligen uit de familie veldsprinkhanen (Acrididae). De wetenschappelijke naam van dit geslacht is voor het eerst geldig gepubliceerd in 1922 door Uvarov.

## Soorten
Het geslacht Aneuryphymus omvat de volgende soorten:
- Aneuryphymus erythropus Thunberg, 1815
- Aneuryphymus montanus Brown, 1960
- Aneuryphymus rhodesianus Uvarov, 1922